# Rosenthal-Klöpfer-Syndrom
Das Rosenthal-Klöpfer-Syndrom (veraltet) ist eine sehr seltene angeborene Erkrankung mit einer Kombination von Akromegalie, Cutis verticis gyrata und Hornhautnarben (Leukom, Leucoma corneae). Heute wird das Krankheitsbild als familiäre Pachydermoperiostose (Primäre hypertrophe Osteoarthropathie) bezeichnet.
Synonyme sind: Akromegalie-Cutis verticis gyrata-Kornea-Leukom-Syndrom; Familiäre Pachydermoperiostose
Die Bezeichnung bezieht sich auf die Autoren der Erstbeschreibung aus dem Jahre 1962 durch die Ärzte J. William Rosenthal und H. Worner Kloepfer.
Das Syndrom ist nicht zu verwechseln mit dem Rosenthal-Syndrom (Faktor-XI-Mangel) oder dem Melkersson-Rosenthal-Syndrom.

## Verbreitung und Ursache
Häufigkeit und Ursache sind nicht bekannt, die Vererbung erfolgt autosomal-dominant.

## Klinische Erscheinungen
Klinische Kriterien sind:
- Akromegalie mit umschriebenem Überwuchs, besonders von Knochen und Haut
- zerfurchte Haut im Gesicht und auf dem Kopf (Cutis verticis gyrata)
- Hornhauteintrübung  mit Hornhautnarben (Leukom)